# Agustín Díaz Yanes
Agustín Díaz Yanes (Madrid, 12 maggio 1950) è un regista e sceneggiatore spagnolo.

## Biografia
Nato a Madrid nel 1950, negli anni settanta si laurea in storia presso l'Università Complutense di Madrid e lavora come critico letterario. In quel periodo inizia ad interessarsi al cinema e scrive le sue prime sceneggiature, che sono state successivamente adattate in film.
Dopo aver lavorato come aiuto regista per Pedro Almodóvar in Légami!, nel 1995 esordisce alla regia con Nessuno parlerà di noi. Il film d'esordio si rivela un successo, vincendo otto premi Goya 1996, tra cui miglior film, miglior regista e miglior sceneggiatura originale. Nel 1999 è stato insignito del titolo di duca di Michelín e di Maestro de la Real Tauromaquia dal sovrano del Regno di Redonda. Dopo il successo del suo primo film, nel 2001 dirige Nessuna notizia da Dio, con Penélope Cruz, Victoria Abril, Demián Bichir e Gael García Bernal, film che ottiene undici candidature ai premi Goya 2001.
Nel 2006 dirige il film Il destino di un guerriero, basato sul romanzo di Arturo Pérez-Reverte e arricchito da un cast guidato da Viggo Mortensen. La pellicola è stata la più costosa produzione della storia del cinema spagnolo, con circa 24 milioni di euro di budget, guadagnando 14 candidature ai Goya. Nel 2008 dirige Diego Luna e Victoria Abril in Sólo quiero caminar, film accolto bene dalla critica.

## Filmografia

### Regista
- Nessuno parlerà di noi (Nadie hablará de nosotras cuando hayamos muerto) (1995)
- Nessuna notizia da Dio (Sin noticias de Dios) (2001)
- Il destino di un guerriero (Alatriste) (2006)
- Sólo quiero caminar (2008)
- Oro - La città perduta (Oro) (2017)

### Sceneggiatore
- Barrios altos, regia di José Luis García Berlanga (1987) - soggetto
- Intrighi e piaceri a Baton Rouge (Bâton Rouge), regia di Rafael Moleón (1988)
- A solas contigo, regia di Eduardo Campoy (1990)
- Demasiado corazón, regia di Eduardo Campoy (1992)
- Belmonte, regia di Juan Sebastián Bollaín (1995)
- Nessuno parlerà di noi (Nadie hablará de nosotras cuando hayamos muerto), regia di Agustín Díaz Yanes (1995)
- Al limite (Al límite), regia di Eduardo Campoy (1997)
- Nessuna notizia da Dio (Sin noticias de Dios), regia di Agustín Díaz Yanes (2001)
- Il destino di un guerriero (Alatriste), regia di Agustín Díaz Yanes (2006)
- Sólo quiero caminar, regia di Agustín Díaz Yanes (2008)
- Oro - La città perduta (Oro), regia di Agustín Díaz Yanes (2017)

## Riconoscimenti
- Premi Goya 1996:
  - miglior regista esordiente per Nessuno parlerà di noi
  - migliore sceneggiatura originale per Nessuno parlerà di noi
- Agustín Díaz Yanes, duca di Michelín e "Maestro de la Real Tauromaquia" titolo concesso dal re Xavier (re del regno di Redonda)